# Ruisseau d'Issalès
Le ruisseau d'Issalès est une rivière du sud de la France. C'est un affluent du Thoré en rive droite, sous-affluent du Tarn donc un sous-affluent de la Garonne.

## Géographie
De 10,5 km de longueur, le ruisseau d'Issalès prend sa source commune de Boissezon et se jette dans le Thoré en rive droite commune de Mazamet.

### Communes et cantons traversés
- Tarn : Mazamet, Boissezon, Pont-de-Larn.

## Principaux affluents
- Ruisseau de la Font de Rieutran : 1,2 km
- Ruisseau du Buc : 1,3 km
- Ruisseau du Doul : 8,3 km